# Leptotogea belliger
Leptotogea belliger är en stekelart som först beskrevs av Tosquinet 1896.  Leptotogea belliger ingår i släktet Leptotogea och familjen brokparasitsteklar.

## Underarter
Arten delas in i följande underarter:
- L. b. bicornuta
- L. b. tanzanica